# Bibliotheksbau
Bibliotheksbau, auch Bibliothek.  Die Gebäude von Bibliotheken sind wegen der Bedeutung des aufzubewahrenden Gutes oftmals in besonderer Weise gestaltet. Dabei gibt es mehrere Parameter zu berücksichtigen:
- Die Form des Mediums (Papyrus, Handschriften, Bücher...)
- Die Form der Benutzung (Präsenzbibliothek, Ausleihbibliothek...), darunter fallen auch Sicherheitsaspekte
- Die steigende Zahl der Publikationen
- architektonische Stilvorgaben

Im Laufe der Zeit sind so zahlreiche bedeutende Bauwerke entstanden, zum Beispiel:
Bibliothek von Alexandria, in der Antike abgebrannt; wurde neu errichtet und im Jahr 2002 als Bibliotheca Alexandrina wiedereröffnet.
Celsus-Bibliothek, eine römische Bibliothek in Ephesos
Wiener Hofbibliothek von Johann Bernhard Fischer von Erlach, 1726 vollendet.
Bibliothek des Prämonstratenserklosters Strahov in Prag, 1782/1783.

## Geschichte
Bibliotheken als eigenständige Zweckbauten gab es bereits in der Antike. Die größten unter ihnen waren die Bibliothek von Alexandria mit einer Sammlung von Papyrusrollen, die den Anspruch erhob, das gesamte Wissen ihrer Zeit zu enthalten, sowie die Bibliothek von Pergamon, in der erstmals in großem Umfang Pergament verwendet wurde.
Im Mittelalter gab es nur in Klöstern und an Bischofssitzen Bibliotheken mit einem Umfang von höchstens einigen Hundert Handschriften. Die erste Erwähnung der Bezeichnung Bibliothek für einen speziellen Raum findet sich in der Abtei St. Gallen. Die Bücher wurden in der Regel auf Kirchenbänken ähnlichen Pulten abgelegt (Pultbibliothek) und aufgrund ihres hohen Wertes (für das Kopieren einer Bibel wurde ca. 3 Jahre gerechnet) angekettet. Mit steigender Literaturproduktion wurden die Pulte zu Regalen ausgebaut. Die Benutzung der Bibliothek war vom Tageslicht abhängig und auf wenige Stunden am Tag begrenzt.
In der Renaissance entwickelten sich Saalbibliotheken, bei denen die Bücher in großen, gut belichteten Sälen untergebracht wurden. Die im 17. Jahrhundert und 18. Jahrhundert vorherrschenden Saalbibliotheken dienten oft mehr einem repräsentativen Zweck. So wurden die Bücher teilweise aufgrund ihres uneinheitlichen Erscheinungsbildes in Schränken verschlossen oder mit einheitlichen Buchrücken versehen.
Erst Mitte des 19. Jahrhunderts kam die Idee eines eigens auf seinen Zweck ausgerichteten Bibliotheksbaus im Magazinsystem auf.

## Bibliotheksspezifische architektonische Planungsgrundsätze
1981 veröffentlichte Harry Faulkner-Brown einen Kriterienkatalog zur Beurteilung bestehender sowie zur Planung künftiger Bibliotheksbauten, der für jegliche Bibliotheksgröße Gültigkeit beansprucht. Seine Kriterien hatte er davor schon auf einigen Kongressen vorgetragen (IFLA-Kongress 1973, IFLA-Bauseminar 1977, LIBER-Symposium 1980). Die Kriterien gelten inzwischen als etabliert. Diese Kriterien beziehen sich ausschließlich auf die funktionale Qualität, nicht auf ästhetische Anforderungen, die den funktionalen zu folgen haben. Andererseits sind sie so allgemein, dass sie für die Planung oder Beurteilung jedes bestehenden oder neu zu errichtenden Bibliotheksbaus verwendet werden können und auch auf so genannte Hybridbibliotheken anwendbar sind. Nach diesen Kriterien sollte ein Bibliotheksbau folgende Qualitäten aufweisen:
- flexibel: Alle (Hauptnutz-)Flächen sollten für die Erfüllung aller bibliothekarischen Hauptfunktionen genutzt und aufeinander abgestimmt werden können. Das bedeutet zum Beispiel, dass Gebäudeteile, die zur Speicherung von Büchern (das sind Regalstellflächen) genutzt werden, jederzeit auch als Lesesaal genutzt werden können sollten, und umgekehrt. Das wird u. a. erreicht durch eine hohe Deckentraglastfähigkeit aller Geschosse, um so auf möglichst viel Gebäudenutzfläche auch Regalanlagen aller Art montieren zu können.
- erweiterbar: Das Gebäude sollte prinzipiell ohne aufwändige Abbrucharbeiten vergrößert werden können und ästhetisch als geschlossenes Ganzes wirken können. In der Regel werden Magazinerweiterungen nötig; inzwischen können sie auch durch die Ausweitung der Aufgaben einer Bibliothek nötig werden, etwa um Lehrräume anbieten zu können. Die Erweiterung kann in die Höhe, Tiefe oder seitlich geplant werden. Das gilt auch für die Digitale Bibliothek insofern, als sie für den Bitsrom stets genügend Speicherkapazität reservieren muss.
- kompakt: Aus wirtschaftlichen Gründen sollte der Bau immer nur kurze Wege für Benutzer, Personal und Bestand erfordern. Das spricht für kubische Bauformen.
- ökonomisch: Nicht erst die inzwischen hohen Unterhaltskosten für Wartung, Kühlung, Strom, Heizung u. a. erzwingen einen wirtschaftlich betreibbaren Bau. Wie das umgesetzt werden kann, hängt vom Stand der Technologien ab. Zudem sollte der Bau so geplant werden, dass die Bibliothek mit wenig Personalaufwand betrieben werden kann.
- zugänglich: Bibliotheken können sich schnell zu komplex gegliederten Raumsystemen entwickeln. Für Besucher sollte ihr Eingang als solcher mit minimalen Mitteln erkennbar gemacht sein und vom Eingang her sich Erstbesuchern leicht erschließen unter nur minimaler Verwendung von Leitsystemen. Das spricht für eine Anordnung der Räume, wie es ein Besucher erwarten würde oder benötigt: Zum Beispiel sollte sich demnach im Eingangsbereich die zentrale Auskunft und die Ausleihtheke befinden, darauf folgt Katalogbereich, dann der Lesesaalbereich, dann das ggf. geöffnete Magazin (Freihandmagazin). Dazu gehören heute auch die Anbindung an universitäre Datennetze zur Nutzung elektronischer Ressourcen über Kabelkanäle aus Fußbodentanks oder WLAN (Letzteres nur mit Einschränkung).
- komfortabel: Für den Benutzer, der in der Bibliothek arbeitet, muss ein Raumklima sichergestellt sein, im engen wie im weiten Sinne, das leistungseffizientes Arbeiten mit den Bibliotheksmaterialien gestattet. Das spricht zum Beispiel für eine konstante Raumtemperatur von durchschnittlich 23 Grad Celsius, für Zug- und Lärmfreiheit, für eine attraktive innenräumliche Atmosphäre über die Wand- und Lichtgestaltung oder für Erfrischungs- und Entspannungsräume.
- gut organisiert: Auf überschaubarer und optimal aufeinander abgestimmte Weise müssen den Besuchern die Bibliotheksmaterialien zugänglich sein. Das spricht gegen Außenmagazine, für kurze Bereitstellungszeiten, für einen großen Freihandbereich mit möglichst vielen Beständen in systematischer Aufstellung.
- abwechslungsreich: Um den verschiedenen individuellen Arbeitsplatzanforderungen der Besucher gerecht werden zu können, müssen möglichst viele verschiedene Arbeitsplatztypen angeboten werden wie Gruppenarbeitsräume, Arbeitskabinen, Carrells, einfache Leseplätze, Notebookarbeitsplätze.
- sicher: Zum einen ist der Nutzer vor der Bibliothek zu schützen zum Beispiel durch Maßnahmen des Brandschutzes. Zum anderen muss sich die Bibliothek vor Nutzern schützen, zum Beispiel durch Buchsicherungsanlagen.
- konstant gegen Umwelteinflüsse: Der Betrieb der Bibliothek muss unabhängig von Wetterlagen möglich sein. Das betrifft den Schutz des Buchbestandes, zum Beispiel durch konstante Temperatur und relative Luftfeuchte durch unterirdisch gebaute Magazine, ebenso wie die raumklimatische Arbeitsplatzsituation an den Außenwänden des Gebäudes.

Andrew McDonald erarbeitete eine Revision der Kriterien von Harry Faulkner-Brown, die als „Top Ten Qualities of Good Library Space“ bekannt sind.

## Planung
Die Planung eines Bibliotheksneubaus beginnt mit der Erstellung eines Raumprogramms: Anhand der geplanten Anzahl von Benutzer- und Mitarbeiterarbeitsplätzen und dem geplanten Fassungsvermögen für den Bestand an Druckwerken kann ein grober Flächenbedarf errechnet werden, dem wiederum ein grober Kostenwert zugeordnet werden kann. Gegenwärtig wird bei wissenschaftlichen Bibliotheksbauten mit 3.000–3.500 Euro Baukosten pro 1 Quadratmeter Hauptnutzfläche gerechnet.